# Unterseeboot 4 (1935)
Pour les articles homonymes, voir Unterseeboot 4.
L'Unterseeboot 4 (ou U-4) est un sous-marin (en allemand : Unterseeboot) allemand de type II.A utilisé par la Kriegsmarine pendant la Seconde Guerre mondiale.
Il est commandé dans le cadre du plan Z le 11 février 1935 en violation du traité de Versailles qui proscrit la construction de ce type de navire par l'Allemagne.
Mis en service le 6 août 1935, il est capturé par les Alliés et sabordé fin 1945.
Comme les sous-marins de type II étaient trop petits pour des missions de combat dans l'océan Atlantique, il a été affecté en mer du Nord pour des tâches de formation avec la 21e Flottille d'U-Boote (21. Unterseebootsflottille), une unité d'entraînement.

## Historique
Mis en service le 17 août 1935, l'U-4 a servi surtout comme sous-marin d’entrainement pour les équipages de 1935 à 1939. Il réalise sa première patrouille, quittant le port de Wilhelmshaven, le 4 septembre 1939 sous les ordres de l'Oberleutnant zur See Harro von Klot-Heydenfeldt, pour une surveillance des côtes danoises et hollandaises. Il retourne à son port d'attache le 14 septembre 1939 après 11 jours en mer.
Sa deuxième patrouille le voit quitter Wilhelmshaven le 19 septembre 1939, et le mène le long des côtes de Norvège et de la Finlande. Il navigue dans le Skagerrak pour le contrôle de la contrebande faite par des navires neutres. L'U-Boot arraisonne 18 navires en 9 jours, et parmi eux en coule 3 pour un total de 5 133 tonneaux parce qu'ils transportaient de la contrebande. Le 22 septembre il coule le navire marchand finlandais Martti-Ragnar (ne tuant aucun des 24 marins), il coule également un autre navire marchand finlandais, le Walma (aucune victime sur les 18 marins) et le 24 septembre il coule le navire marchand suédois Gertrud Bratt (ne faisant toujours aucune victime). Le 29 septembre 1939, après 11 jours en mer, il arrive à Kiel.
Deux jours plus tard, le 1er octobre 1939, l'Oberleutnant zur See Harro von Klot-Heydenfeldt est promu au grade de Kapitänleutnant.
Le 3 janvier 1940, le Kapitänleutnant Harro von Klot-Heydenfeldt cède le commandement de l'U-3 à l'Oberleutnant zur See Gerd Schreiber.
Sa troisième patrouille, du 16 au 29 mars 1940, soit 14 jours en mer, l'amène de Kiel à Wilhelmshaven en faisant le tour du Danemark à la chasse aux sous-marins ennemis au large de la Norvège du Sud, sans succès.
Sa quatrième patrouille, du 4 au 14 avril 1940, soit 11 jours en mer, le fait incorporer dans le groupe U-boot 4 (Stavanger) avec l'U-1 pour l'Opération Weserübung, l'invasion allemande du Danemark et de la Norvège. Il y coule le sous-marin britannique HMS Thistle de 1 090 tonneaux sous le commandement du lieutenant commandant Wilfrid Frederick Haselfoot le 10 avril 1940 à 2 heures 13, tuant la totalité des 53 membres d'équipage .
Puis l'Unterseeboot 4 quitte le service actif pour redevenir, comme avant-guerre, un sous-marin d'entrainement.
Le 1er juillet 1940, il quitte Wilhelmshaven pour rejoindre Pillau au sein de la 21. Unterseebootsflottille comme navire-école.
Il est désarmé à Gotenhafen en Pologne le 31 juillet 1944. Il est cannibalisé pour les pièces de rechange servant pour d'autres U-Boots. Au début de 1945, il est remorqué à l'ouest de Stolpmünde. Il finit par être capturé par les forces soviétiques en mars/avril 1945.
Il est inspecté à Stolpmünde par la TNC (Tripartite Naval Commission ou Commission Navale Tripartite) le 28 août 1945, pour être sabordé par les soviétiques dans le port de Stolpmünde à la fin de 1945. Il est renfloué par les autorités portuaires polonaises en 1950 et démantelé en 1951.

## Affectations
- U-Bootschulflottille du 1er août 1935 au 1er septembre 1939 à Wilhelmshaven en tant que navire-école
- U-Bootschulflottille du 1er septembre 1939 au 1er octobre 1939 à Wilhelmshaven en tant qu'unité combattante
- U-Bootschulflottille du 1er octobre 1939 au 1er février 1940 à Wilhelmshaven en tant que navire-école
- U-Bootschulflottille du 1er mars 1940 au 1er avril 1940 à Wilhelmshaven en tant qu'unité combattante
- U-Bootschulflottille du 1er mai 1940 au 30 juin 1940 à Wilhelmshaven en tant que navire-école
- 21. Unterseebootsflottille du 1er juillet 1940 au 31 juillet 1944 à Pillau en tant que navire-école

## Commandement
- Oberleutnant zur See Hannes Weingärtner du 17 août 1935 au 29 septembre 1937
- Kapitänleutnant Hans-Wilhelm von Dresky du 30 septembre 1937 au 28 octobre 1938
- Kapitänleutnant Harro von Klot-Heydenfeldt du 29 octobre 1938 au 16 janvier 1940
- Oberleutnant zur See Hans-Peter Hinsch du 17 janvier au 7 juin 1940
- Oberleutnant zur See Heinz-Otto Schultze du 8 juin au 28 juillet 1940
- Oberleutnant zur See Hans-Jürgen Zetzsche du 29 juillet 1940 au 2 février 1941
- Oberleutnant zur See  Hinrich-Oscar Bernbeck du 3 février au 8 décembre 1941
- Oberleutnant zur See Wolfgang Leimkühler du 9 décembre 1941 au 15 juin 1942
- Leutnant zur See Friedrich-Wilhelm Marienfeld du 16 juin 1942 au 23 janvier 1943
- Joachim Düppe du 24 janvier au 31 mai 1943
- Oberleutnant zur See Paul Sander du 1er juin au 22 août 1943
- Oberleutnant zur See Herbert Mumm du 23 août 1943 jusqu'en mai 1944
- Oberleutnant zur See Hubert Rieger de mai au 9 juillet 1944

Nota: Les noms de commandants sans indication de grade signifie que leur grade n'est pas connu avec certitude à notre époque à la date de la prise de commandement.

## Navires coulés
L'Unterseeboot 4 a coulé 3 navires marchands ennemis pour un total de 5 135 tonneaux et un navire de guerre de 1 090 tonneaux au cours des 4 patrouilles (47 jours en mer) qu'il effectua.
| Date              | Nom               | Nationalité | Tonnage (GRT) | Fait  |
| ----------------- | ----------------- | ----------- | ------------- | ----- |
| 22 septembre 1939 | SS Martti Ragnar  | Finlande    | 2 262         | Coulé |
| 23 septembre 1939 | SS Walma          | Finlande    | 1 361         | Coulé |
| 10 décembre 1939  | SS Gertrud Bratt  | Suède       | 1 510         | Coulé |
| 10 avril 1940     | HMS Thistle (N24) | Royaume-Uni | 1 090         | Coulé |

### Sources
- (en) Cet article est partiellement ou en totalité issu de l’article de Wikipédia en anglais intitulé « German submarine U-4 (1935) » (voir la liste des auteurs).